# Борегард (Міссісіпі)
Борегард (англ. Beauregard) — селище (англ. village) в США, в окрузі Копая штату Міссісіпі. Населення — 289 осіб (2020).

## Географія
Борегард розташований за координатами 31°43′4″ пн. ш. 90°23′19″ зх. д. / 31.71778° пн. ш. 90.38861° зх. д. (31.717793, -90.388687).  За даними Бюро перепису населення США в 2010 році селище мало площу 2,39 км², з яких 2,37 км² — суходіл та 0,02 км² — водойми.

## Демографія
Згідно з переписом 2010 року, у селищі мешкало 326 осіб у 101 домогосподарстві у складі 83 родин. Густота населення становила 136 осіб/км².  Було 111 помешкання (46/км²).
Расовий склад населення:
| - 58,0 % — білих - 40,2 % — чорних або афроамериканців - 1,8 % — осіб інших рас |

До двох чи більше рас належало 0,0 %. Частка іспаномовних становила 2,8 % від усіх жителів.
За віковим діапазоном населення розподілялося таким чином: 29,1 % — особи молодші 18 років, 61,7 % — особи у віці 18—64 років, 9,2 % — особи у віці 65 років та старші. Медіана віку мешканця становила 33,8 року. На 100 осіб жіночої статі у селищі припадало 97,6 чоловіків;  на 100 жінок у віці від 18 років та старших — 104,4 чоловіків також старших 18 років.
Середній дохід на одне домашнє господарство  становив 43 769 доларів США (медіана — 37 500), а середній дохід на одну сім'ю — 53 629 доларів (медіана — 41 339). За межею бідності перебувало 20,4 % осіб, у тому числі 25,5 % дітей у віці до 18 років та 5,7 % осіб у віці 65 років та старших.
Цивільне працевлаштоване населення становило 138 осіб. Основні галузі зайнятості: освіта, охорона здоров'я та соціальна допомога — 25,4 %, транспорт — 11,6 %, роздрібна торгівля — 11,6 %.